# Serpula lobiancoi
Serpula lobiancoi är en ringmaskart som beskrevs av Rioja 1917. Serpula lobiancoi ingår i släktet Serpula och familjen Serpulidae. Inga underarter finns listade i Catalogue of Life.